# 毛泽东图书馆

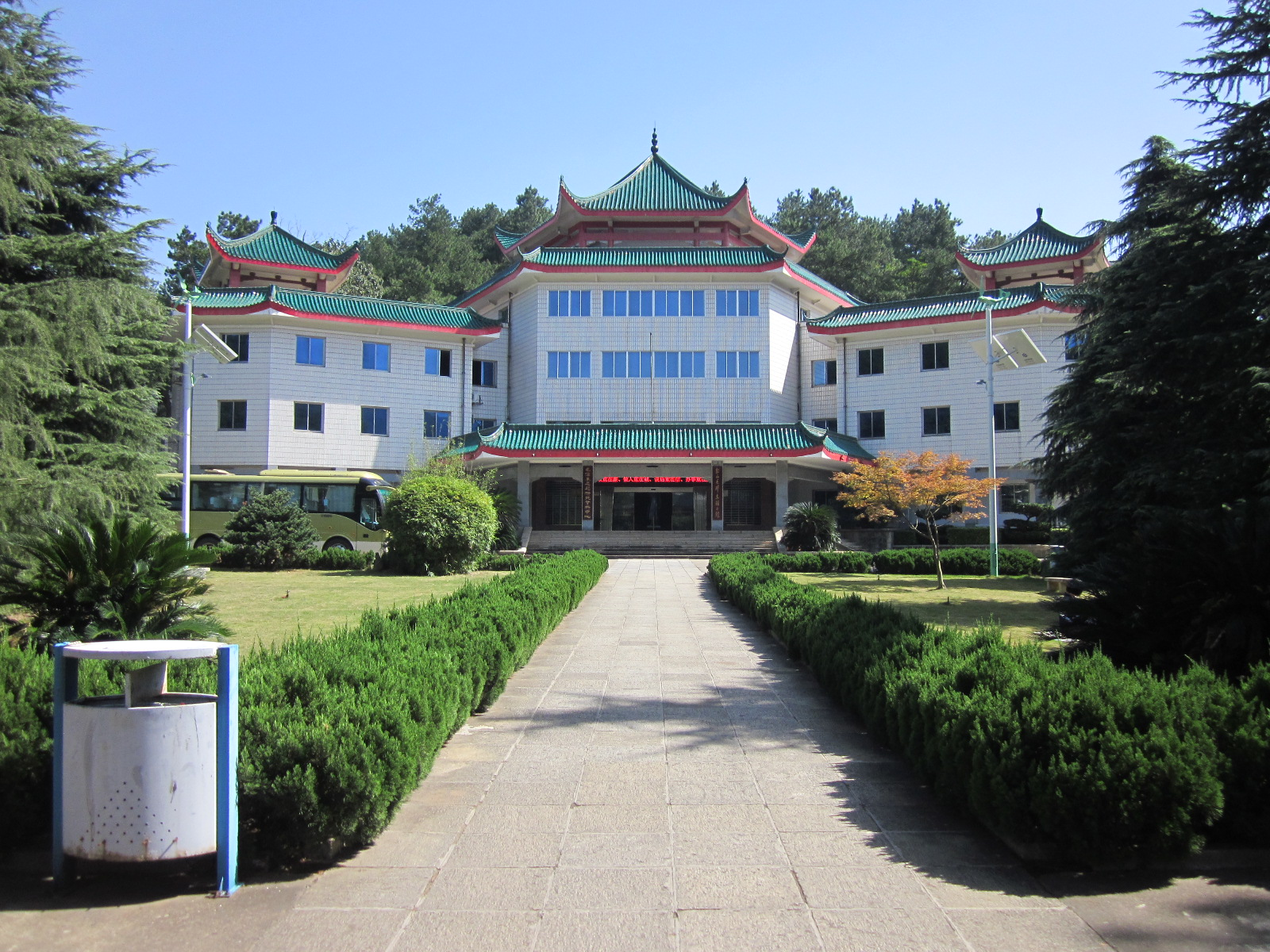
毛泽东图书馆主体大楼。

毛泽东图书馆坐落在湖南省韶山市韶山冲，为公共图书馆，始建于1995年，1996年对外开放，以韶山冲走出的名人毛泽东命名。

## 名字由来
毛泽东出生在湖南省韶山市韶山冲，为了纪念毛泽东，该图书馆便把名字命名为“毛泽东图书馆”。

## 沿革
1986年，毛泽东图书馆構筑伊始。
1993年12月6日，毛泽东图书馆正式奠基。
1995年，毛泽东图书馆宣告竣工。
1996年12月20日，毛泽东图书馆宣布对外开放，允许旅游者、市民参观阅读。

## 藏书规模
毛泽东图书馆藏书共计50万册，主要是图书、书法作品、画作、影视影碟。

### 珍宝
- 《毛泽东选集》[2]
- 毛泽东书法作品[2]